# Хлорид платины(II)
Хлорид платины(II) — неорганическое соединение, соль металла платины и соляной кислоты с формулой PtCl2, коричневые или серо-зелёные кристаллы, плохо растворяется в воде.

## Получение
- Реакция хлора и порошкообразной платины:

{\displaystyle {\mathsf {Pt+Cl_{2}\ {\xrightarrow {500^{o}C}}\ PtCl_{2}}}}
- Разложение хлорида платины(II,IV):

{\displaystyle {\mathsf {Pt_{2}Cl_{6}\ {\xrightarrow {435^{o}C}}\ 2PtCl_{2}+Cl_{2}}}}
- Разложение тетрахлороплатината(II) водорода при выпаривании:

{\displaystyle {\mathsf {H_{2}[PtCl_{4}]\ {\xrightarrow {100^{o}C}}\ PtCl_{2}+2HCl\uparrow }}}

## Физические свойства
Хлорид платины(II) образует кристаллы двух кристаллических модификаций:
- α-PtCl2 — серо-зелёные кристаллы, существует при температуре выше 500°С;
- β-PtCl2 — коричневые кристаллы.

Кристаллы состоят из кластеров Pt6Cl12.
Плохо растворяется в воде.

## Химические свойства
- Разлагается при нагревании:

{\displaystyle {\mathsf {PtCl_{2}\ {\xrightarrow {285^{o}C}}\ Pt+Cl_{2}}}}
- С концентрированной соляной кислотой или хлоридами щелочных металлов образует тетрахлороплатинаты(II):

{\displaystyle {\mathsf {PtCl_{2}+2HCl\ {\xrightarrow {}}\ H_{2}[PtCl_{4}]}}}
{\displaystyle {\mathsf {PtCl_{2}+2NaCl\ {\xrightarrow {}}\ Na_{2}[PtCl_{4}]}}}
- Восстанавливается водородом:

{\displaystyle {\mathsf {PtCl_{2}+H_{2}\ {\xrightarrow {150-200^{o}C}}\ Pt\downarrow +2HCl}}}
- Окисляется кислородом при нагревании:

{\displaystyle {\mathsf {PtCl_{2}+O_{2}\ {\xrightarrow {300-400^{o}C}}\ PtO_{2}+Cl_{2}}}}
- Реагирует с фтором:

{\displaystyle {\mathsf {2PtCl_{2}+5F_{2}\ {\xrightarrow {350^{o}C}}\ 2PtF_{5}+2Cl_{2}}}}
- Реагирует с фтористым водородом:

{\displaystyle {\mathsf {2PtCl_{2}+4HF\ {\xrightarrow {200-250^{o}C}}\ Pt+PtF_{4}+4HCl}}}
- Реагирует с хлором:

{\displaystyle {\mathsf {PtCl_{2}+Cl_{2}\ {\xrightarrow {200-250^{o}C}}\ PtCl_{4}}}}